# 596 Scheila
596 Scheila је астероид главног астероидног појаса са пречником од приближно 113,34 .
Афел астероида је на удаљености од 3,410 астрономских јединица (АЈ) од Сунца, а перихел на 2,441 АЈ.
Ексцентрицитет орбите износи 0,165, инклинација (нагиб) орбите у односу на раван еклиптике 14,664 степени, а орбитални период износи 1828,171 дана (5,005 година).
Апсолутна магнитуда астероида је 8,90 а геометријски албедо 0,037.
Астероид је откривен 21. фебруара 1906. године.